# Crucificação de Jesus nas artes

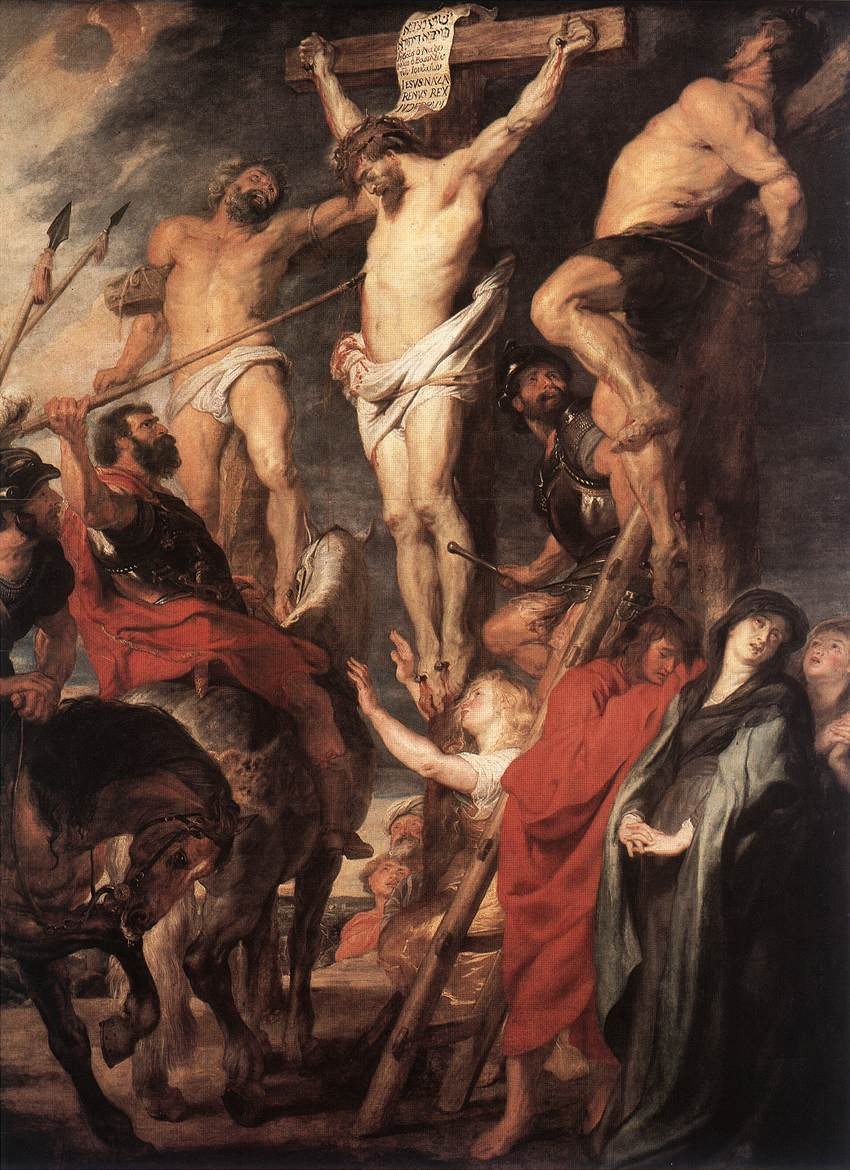
Jesus na cruz entre os dois ladrões.
1619-1620. Por Rubens, atualmente no Museu Real de Belas Artes de Antuérpia, na Bélgica

Crucificação e crucifixos apareceram nas artes e na cultura popular desde antes da era do Império Romano pagão. A Crucificação de Jesus tem sido retratada em uma ampla gama de arte religiosa desde o século 4 d.C., frequentemente incluindo a aparição de espectadores enlutados como a Virgem Maria, Pôncio Pilatos e anjos, bem como representações antissemitas retratando os judeus como responsáveis pela morte de Cristo.
Em tempos mais modernos, a crucificação apareceu no cinema e na televisão, bem como em belas artes, e representações de outras crucificações históricas apareceram, bem como a crucificação de Cristo. A arte e a cultura modernas também viram o surgimento de imagens da crucificação sendo usadas para fazer declarações desconectadas da iconografia cristã, ou mesmo apenas usadas para valor de choque.

## História
Um tema infame na cultura cristã (os quatro evangelhos canônicos estão cheios de detalhes sobre a história da Paixão, com exceção da crucificação, que dá uma imagem excessivamente crua e obscena do sofrimento de Cristo), bem como no paganismo greco-romano (para quem a beleza corporal é o atributo por excelência do Divino), a representação de Cristo na cruz é rara na arte cristã primitiva, estando mesmo ausente das catacumbas de Roma.
Não surpreende, portanto, que o Grafite de Alexamenos, talvez o desenho mais antigo da crucificação de Jesus, datado entre os séculos I e III, seja uma caricatura pagã que ilustra que os cristãos foram objeto de escárnio. Há algumas pedras preciosas com a imagem gravada de Cristo na cruz dos séculos II e III. Um baixo-relevo feito de madeira de cipreste na porta principal da Basílica de Santa Sabina, em Roma, datado da década de 420, é a primeira crucificação a ser retratada em uma igreja.
Com os Evangelhos de Rabbula do século VI, o primeiro manuscrito com uma iluminura apresentando a imagem completa da crucificação, as fontes da iconografia da crucificação são fixadas: no centro, Cristo na cruz, erguido acima dos dos dois ladrões; abaixo, as Santas Mulheres, incluindo Maria Madalena e o Apóstolo São João; ao contrário, os enlutados; aos pés da cruz, os soldados jogando dados com a túnica de Cristo, o centurião São Longino perfurando o flanco de Jesus com sua lança e Stephanot, cuja origem ainda não está clara, que lhe entrega uma esponja embebida em "vinagre" (provavelmente posca).
A interpretação da crucificação é por vezes considerada escandalosa, como o Cristo nu de Michelangelo ou Cristo coberto de pústulas no Retábulo de Issenheim, mas, apesar dos diferentes estilos ao longo dos séculos, tem várias características comuns, de acordo com a iconografia tradicional, até ao final do século XIX.

## Tema
O episódio de Cristo na cruz está registrado nos Evangelhos como uma etapa importante de sua Paixão, sua morte como ser humano encarnado, um episódio que completa o processo de sua condenação e que precede sua Ressurreição. Para os cristãos, torna-se um sinal de redenção.
A cena se estendeu aos ladrões também em suas cruzes, e a vista ampliada do Gólgota leva o nome de "Lugar do Calvário" ou Calvário por simplificação.

## Arte

### Antiguidade Tardia
As primeiras representações artísticas conhecidas da crucificação são anteriores à era cristã, incluindo representações gregas de crucificação mítica inspiradas pelo uso do castigo pelos persas.
O Grafite de Alexamenos, atualmente no museu do Palatino, Roma, é um grafito romano do século 2 d.C. que retrata um homem adorando um burro crucificado. Este grafito, embora aparentemente destinado a insultar, é a mais antiga representação pictórica conhecida da crucificação de Jesus
Nos três primeiros séculos da arte cristã primitiva, a crucificação raramente era representada. Algumas pedras gravadas que se pensava serem do século II ou III sobreviveram, mas o assunto não aparece na arte das Catacumbas de Roma, e acredita-se que neste período a imagem era restrita a grupos heréticos de cristãos. As primeiras imagens ocidentais claramente originárias da tradição da Igreja são do século V incluindo a cena nas portas de Basílica de Santa Sabina, Roma. Constantino I proibiu a crucificação como um método de execução, e os líderes da Igreja Primitiva consideravam a crucificação com horror e, portanto, como um assunto impróprio para o retrato artístico.
A suposta descoberta da Vera Cruz pela mãe de Constantino, Helena de Constantinopla, e o desenvolvimento do Gólgota como local de peregrinação, juntamente com a dispersão de fragmentos da relíquia pelo mundo cristão, levaram a uma mudança de atitude. Foi provavelmente na Síria Palestina que a imagem se desenvolveu, e muitas das primeiras representações estão nas Ampola de Monza, pequenos frascos de metal para óleo sagrado, que eram lembranças de peregrinos da Terra Santa,  bem como relevos de marfim do século V da Itália.
Antes da Idade Média, os primeiros cristãos preferiam se concentrar no Cristo "triunfante", em vez de um moribundo, porque o conceito de Cristo ressuscitado é central para fé cristã. A cruz simples tornou-se representada, muitas vezes como um símbolo "glorificado", como a Cruz gemada, coberta de joias, como muitas cruzes processionais medievais reais nos trabalhos de ourivesaria.

## Igreja Oriental
autor: Elke Wetzig (elya)]]

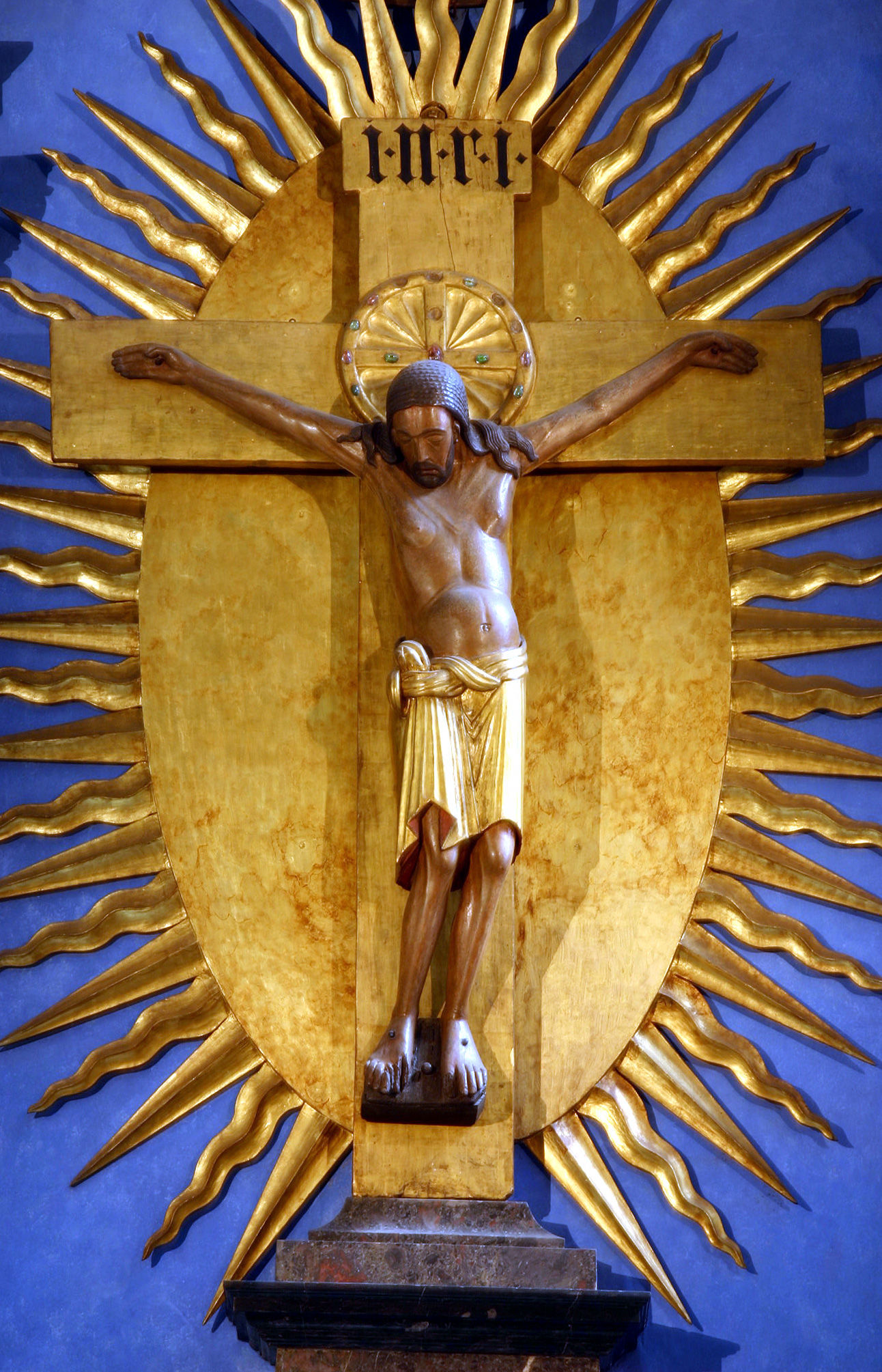
Gero crucifixo, Elke Wetzig, século X, Catedral de Colónia, Alemanha

As primeiras representações mostravam um Cristo vivo, e tendiam a minimizar a aparência de sofrimento, de modo a chamar a atenção para a mensagem positiva da ressurreição e da fé, em vez das realidades físicas da execução. No início da história da igreja na Irlanda, eventos importantes eram frequentemente comemorados erguendo pilares com crucifixos elaborados esculpidos neles, como onde São Patrício, retornando como bispo missionário, viu o lugar onde foi mantido em cativeiro em sua juventude.
As primeiras representações bizantinas, como a dos Evangelhos de Rabbula, muitas vezes mostram Cristo ladeado por Longino e Estevão com sua lança e vara com vinagre. De acordo com os evangelhos, o vinagre foi oferecido pouco antes de Cristo morrer, e a lança usada logo depois, de modo que a presença das duas figuras de flanco simboliza a "dupla realidade de Deus e do homem em Cristo".
Nas imagens posteriores ao fim da iconoclastia bizantina, Cristo é mostrado como morto, mas seu "corpo não está danificado e não há expressão de dor"; a Igreja Oriental sustentava que o corpo de Cristo era invulnerável. O tipo de corpo caído em forma de S foi desenvolvido no século XI. Estas imagens foram uma das queixas contra Igreja de Constantinopla dadas por Roma no Grande Cisma de 1054, embora a Cruz de Gero em Colónia seja provavelmente quase um século mais velha.

## Igreja Ocidental

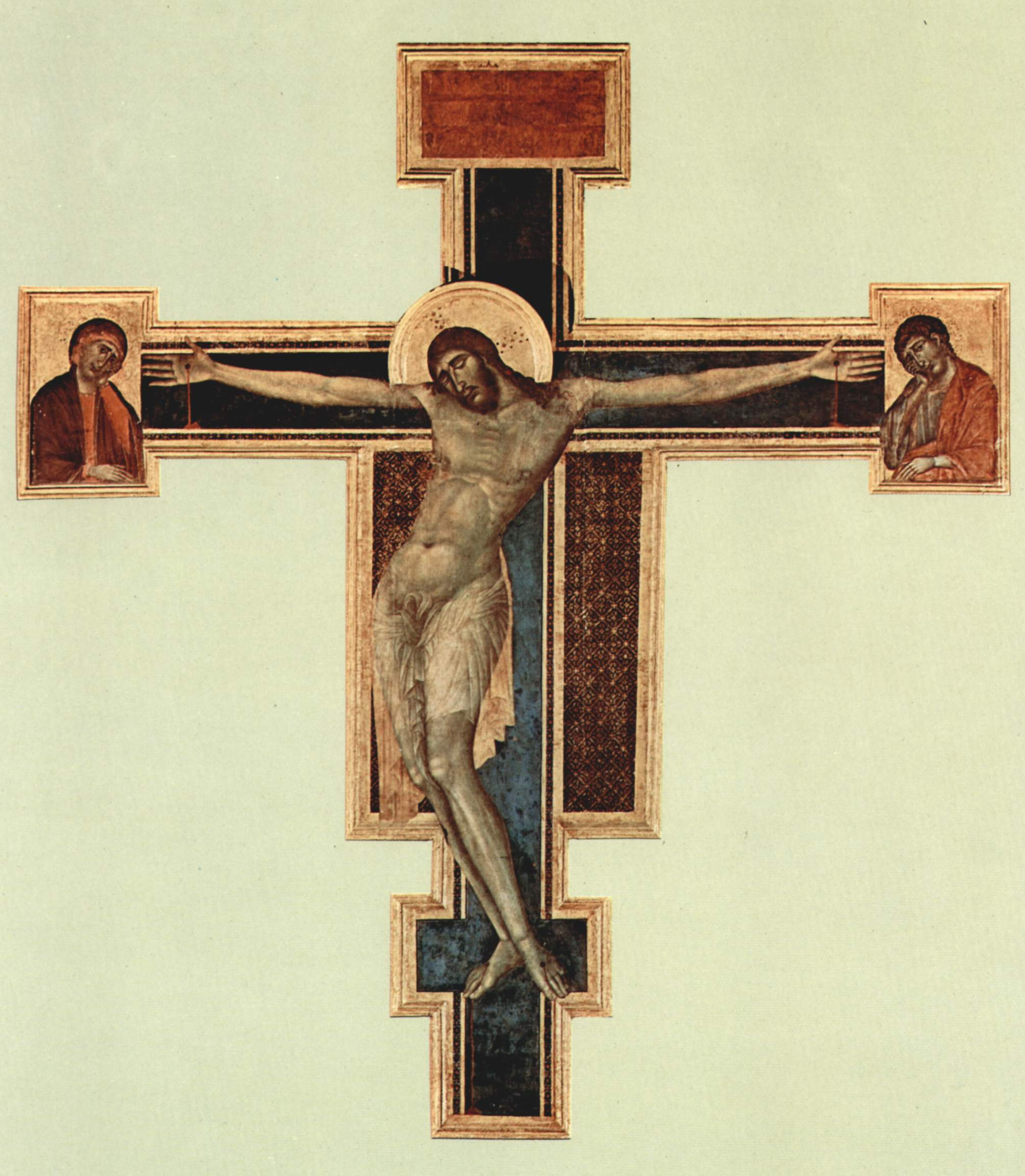
Crucifixo de Cimabue em Santa Cruz, 448 × 390 cm, Cimabue, Florença, 1287–1288

As primeiras imagens ocidentais de um Cristo morto podem estar no Saltério de Utrecht, provavelmente antes de 835. Outros exemplos ocidentais antigos incluem a Cruz de Gero e o reverso da Cruz de Lotário, ambos do final do século X.
A primeira delas é a primeira cruz esculpida em tamanho quase natural a sobreviver e, em grande escala, representa "sofrimento em suas consequências físicas extremas", uma tendência que continuaria no Ocidente. Tais figuras, especialmente grandes crucifixos pintados ou esculpidos pendurados no alto em frente à capela-mor das igrejas, tornaram-se muito importantes na arte ocidental, proporcionando um contraste acentuado com as tradições ortodoxas orientais, onde o assunto nunca foi retratado em escultura monumental, e cada vez mais raramente, mesmo em pequenos marfins bizantinos. Em contraste, uma cruz de altar, quase sempre um crucifixo, tornou-se obrigatória nas igrejas ocidentais na Idade Média. Que deveria ser um crucifixo foi especificado pela primeira vez no Missal Romano de 1570 e pequenos crucifixos montados na parede eram cada vez mais populares nas casas católicas a partir da Contrarreforma, se não antes. A imagem de um crucifixo que sangrava quando zombado e golpeado pelos judeus também ganhou popularidade durante esse tempo.
Como uma generalização ampla, as primeiras representações, antes de cerca de 900, tendiam a mostrar todas as três cruzes (as de Jesus, o Bom Ladrão e o Mau ladrão), mas as representações medievais posteriores mostravam principalmente apenas Jesus e sua cruz.  A partir do Renascimento, qualquer tipo pode ser mostrado. O número de outras figuras mostradas dependia do tamanho e do meio da obra, mas havia uma tendência semelhante para as primeiras representações mostrarem um número de figuras, dando lugar na Alta Idade Média apenas à Virgem Maria e a São João Evangelista, mostradas de pé em ambos os lados da cruz, como nas representações do Stabat Mater,  ou esculpidos ou pintados em painéis no final de cada braço de uma cruz.
Os soldados eram menos propensos a serem mostrados, mas outros do grupo com Maria e João poderiam ser. Anjos eram frequentemente mostrados no céu, e a Mão de Deus em algumas representações iniciais deu lugar a uma pequena figura de Deus, o Pai nos céus em algumas posteriores, essas sempre foram minoria. Outros elementos que poderiam ser incluídos eram o sol e a lua (evocando o escurecimento dos céus no momento da morte de Cristo), e a Ecclesia e a Sinagoga. Também havia representações dos supostos agressores, incluindo representações de judeus zombando, gritando, dando tapas e, finalmente, crucificando Jesus. Embora de acordo com os relatos evangélicos sua roupa tenha sido removida de Jesus antes de sua crucificação, a maioria dos artistas achou apropriado representar sua parte inferior do corpo como coberta de alguma forma. Em um tipo de crucifixo esculpido, do qual o Volto Santo em Lucca é o exemplo clássico, Cristo continuou a usar o longo manto de colóbio dos Evangelhos de Rabbula. O motivo do Pelicano em sua Piedade – uma mãe pelicana arrancando carne de seu peito para alimentar seus filhotes – aparece no topo da cruz em muitas cenas de crucificação medievais. A mãe pelicano significa Jesus, sacrificando sua carne pela salvação do homem (os pintinhos).

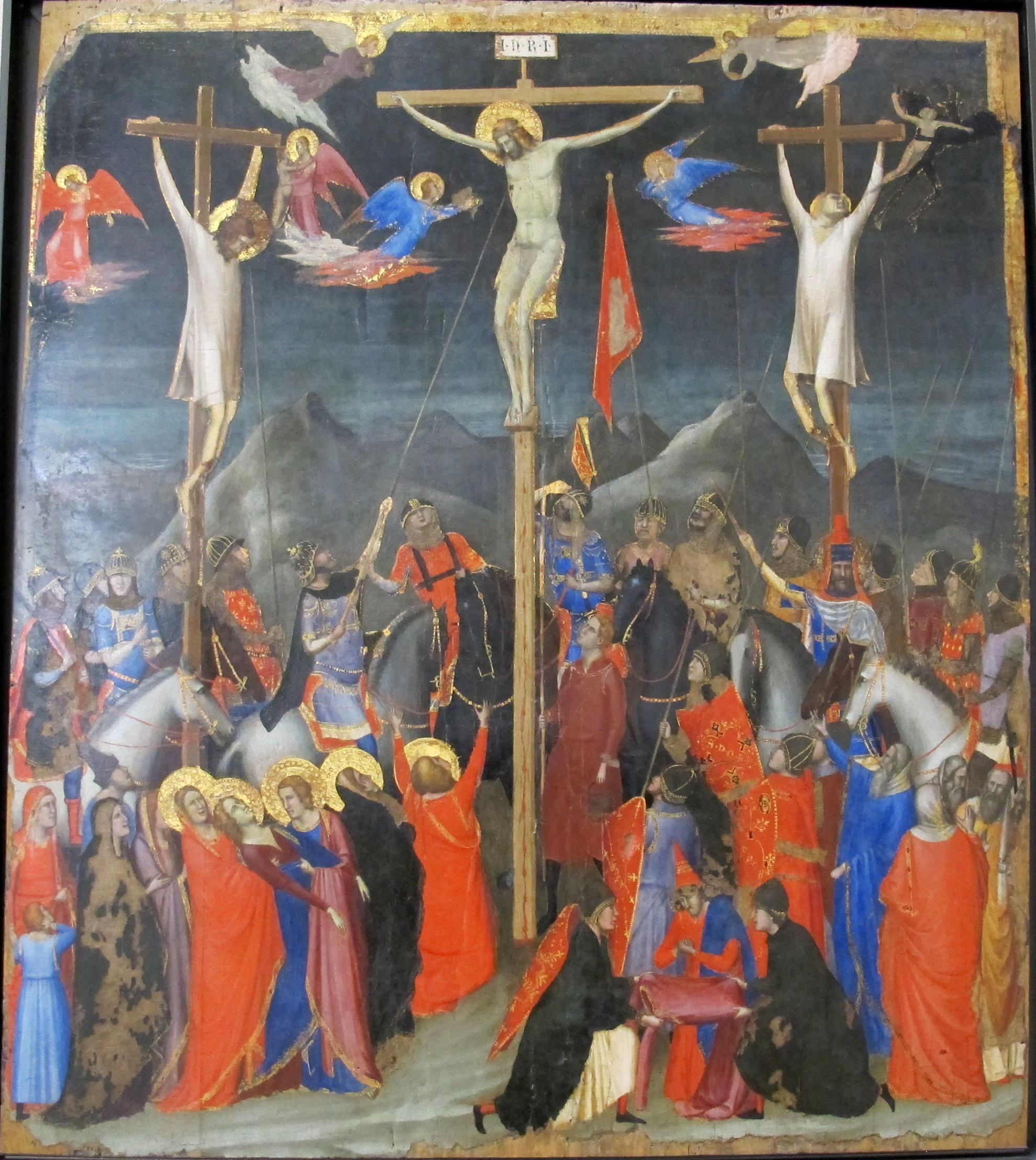
Um tratamento narrativo gótico de Giotto, c. 1330

No período gótico desenvolveram-se representações narrativas mais elaboradas, incluindo muitas figuras extras de Maria Madalena, discípulos, especialmente As Três Marias atrás da Virgem Maria, soldados muitas vezes incluindo um oficial em um cavalo, e anjos no céu. O momento em que Longuinho, perfura Cristo com sua lança (a "Lança Sagrada") é frequentemente mostrado, e o sangue e a água jorrando do lado de Cristo são muitas vezes capturados em um cálice segurado por um anjo. Em imagens maiores, as outras duas cruzes podem retornar, mas na maioria das vezes não. Em algumas obras, retratos de doadores foram incluídos na cena. Tais representações começam no final do século XII, e se tornam comuns onde o espaço permite no século XIII.
Cenas relacionadas como a Deposição da Cruz, Sepultamento de Jesus e Pregação de Cristo na Cruz se desenvolveram. No final da Idade Média, representações cada vez mais intensas e realistas do sofrimento foram mostradas, combinadas com representações cada vez mais grotescas e maliciosas de Pôncio Pilatos e dos judeus supostamente assassinos, refletindo o desenvolvimento de assuntos altamente emocionais e tendências devocionais como o misticismo alemão; alguns, como o Trono da Misericórdia, o Homem das Dores e Pietà, relacionada à crucificação. A mesma tendência afetou a representação de outras figuras, notavelmente no "Desmaio da Virgem", que é muito comumente mostrada desmaiando em pinturas entre 1300 e 1500, embora essa representação tenha sido atacada por teólogos no século XVI, e se tornou incomum. Depois de representações tipicamente mais tranquilas durante o Renascimento italiano - embora não seu equivalente setentrional, que produziu obras como o Retábulo de Isenheim - houve um retorno a emoções intensas no barroco, em obras como A Elevação na Cruz de Peter Paul Rubens.
A cena sempre fez parte de um ciclo de imagens da Vida de Cristo depois de cerca de 600 (embora esteja visivelmente ausente antes) e geralmente na da Vida da Virgem; a presença de São João fez com que fosse assunto comum os retábulos das igrejas a ele dedicadas. A partir do final da Idade Média, vários novos contextos para as imagens foram concebidos, desde monumentos de grande escala como o "Calvário" da Bretanha e o Sacri Monti do Piemonte e da Lombardia até os milhares de pequenos santuários à beira do caminho encontrados em muitas partes da Europa católica, e as Via Crúcis na maioria das igrejas católicas.

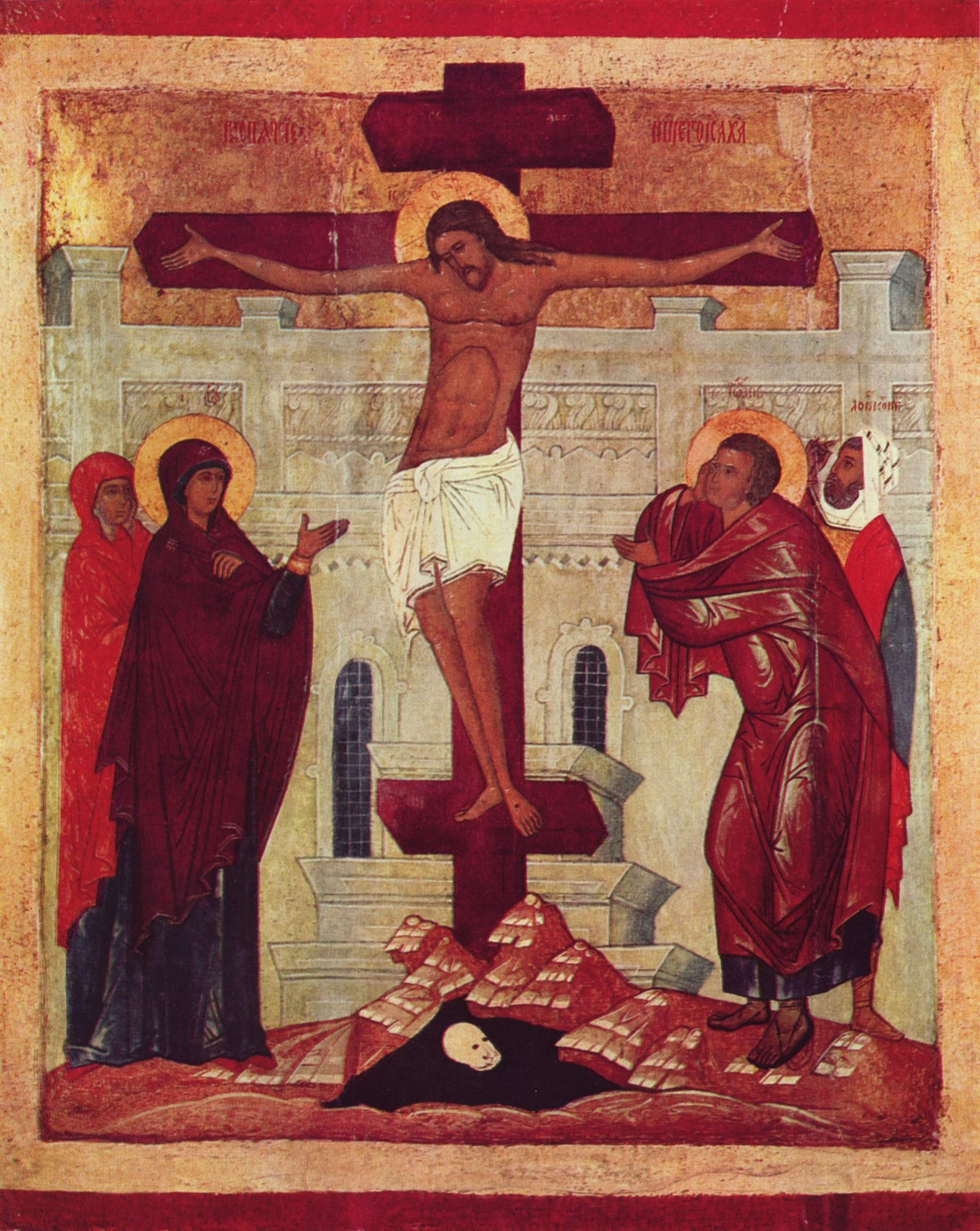
Russian Orthodox depiction of crucifixion by a painter of the Novgorod School, 1360
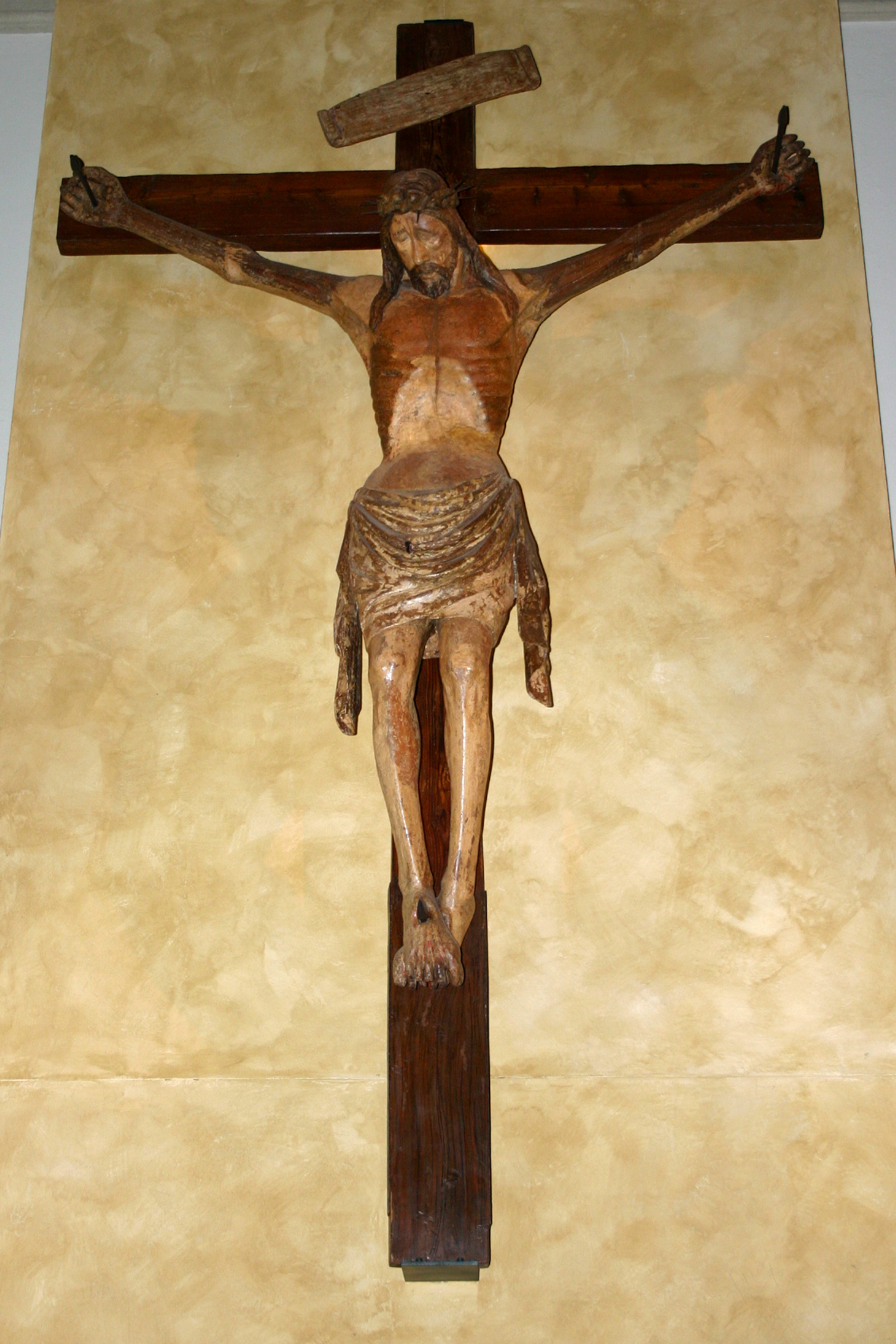
14th-century wood crucifix, Milan
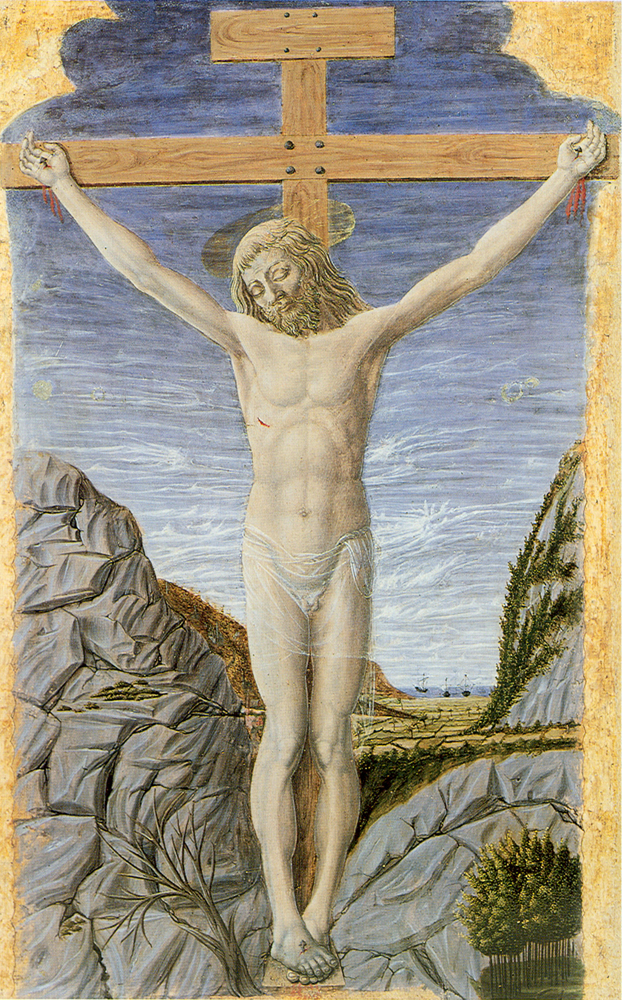
Christ on the Cross by Fra Carnevale, circa 1445–1467
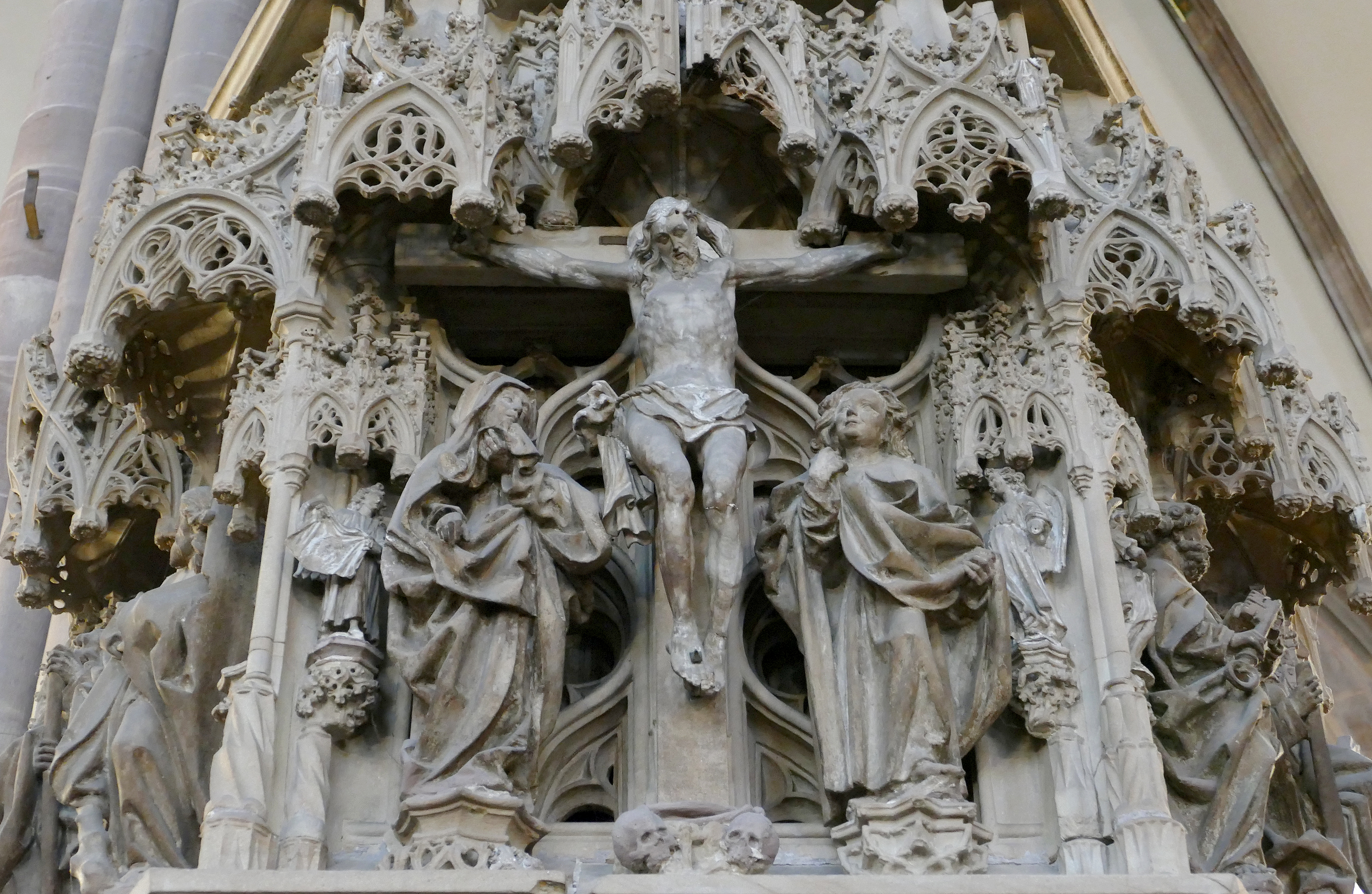
Crucifix on the pulpit of Strasbourg Cathedral, 1485
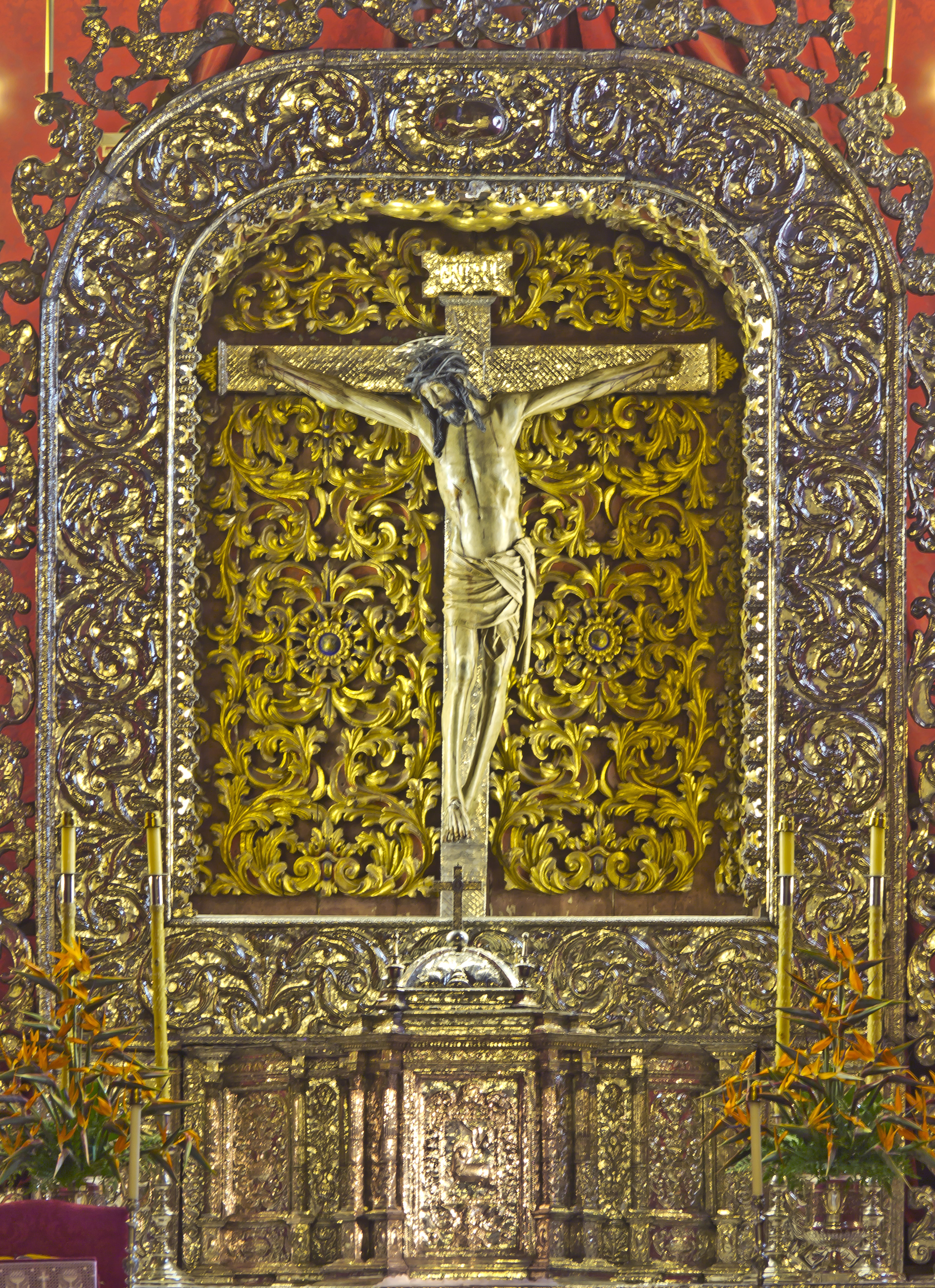
Cristo de La Laguna, Flemish-Brabanzon origin, 1510–14. Real Santuario del Cristo de La Laguna, San Cristóbal de La Laguna
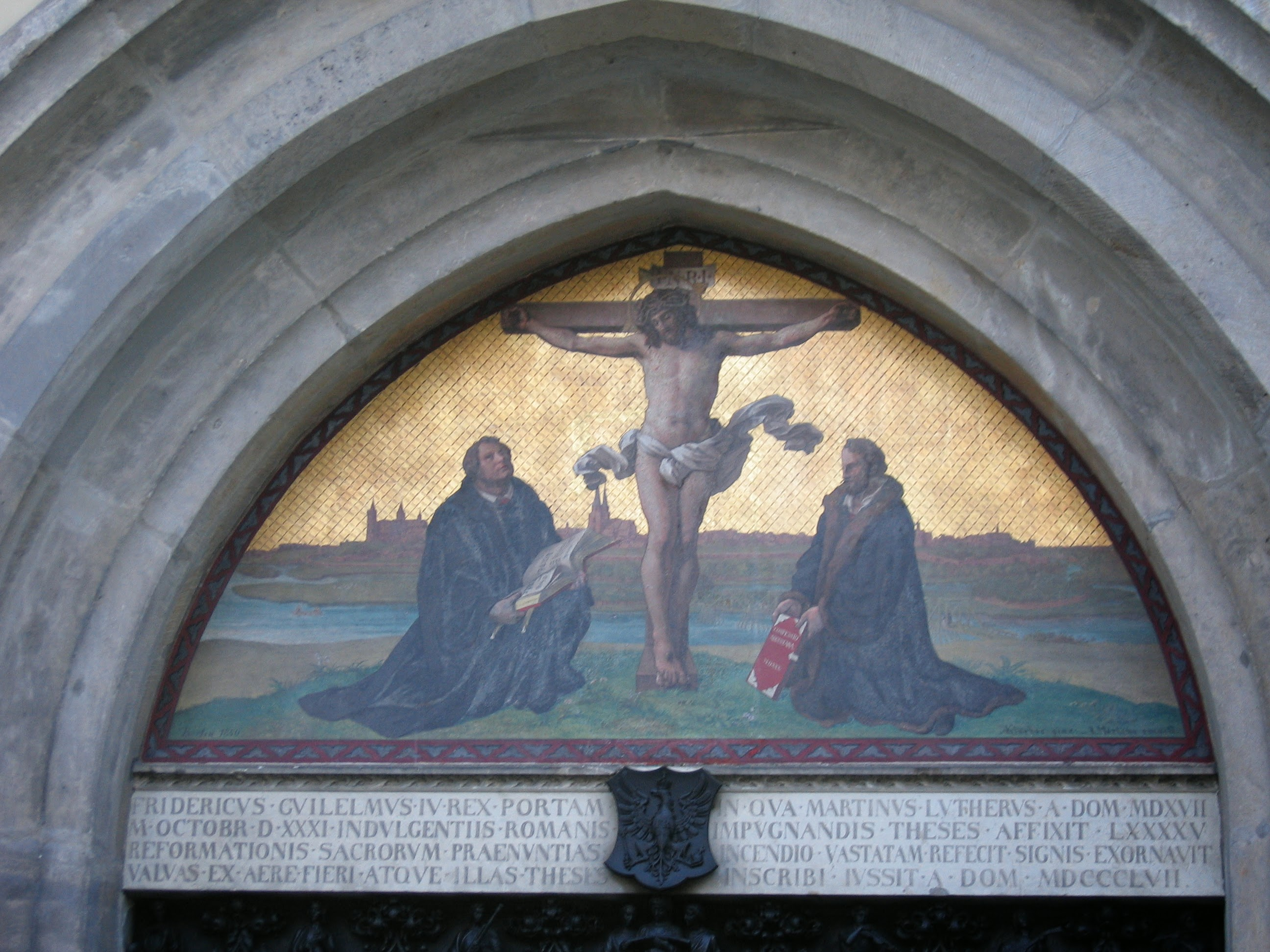
The tympanum of the Thesis Door at the Castle Church in Wittenberg depicts Martin Luther and Philip Melanchthon kneeling in prayer, facing the crucified Christ.
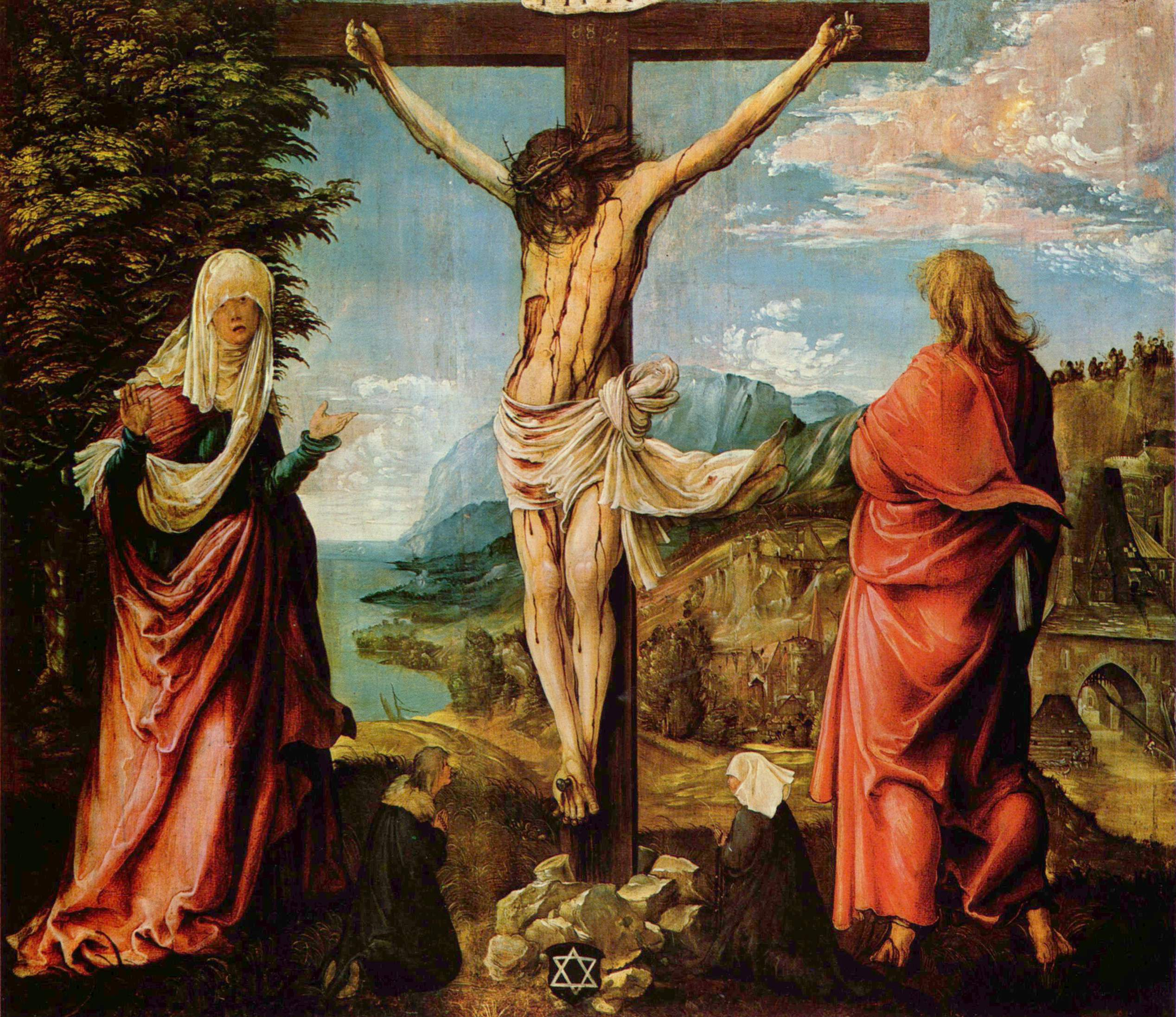
Crucifixion by Albrecht Altdorfer, circa 1514–1516, with tiny donor couple among the feet of the main figures
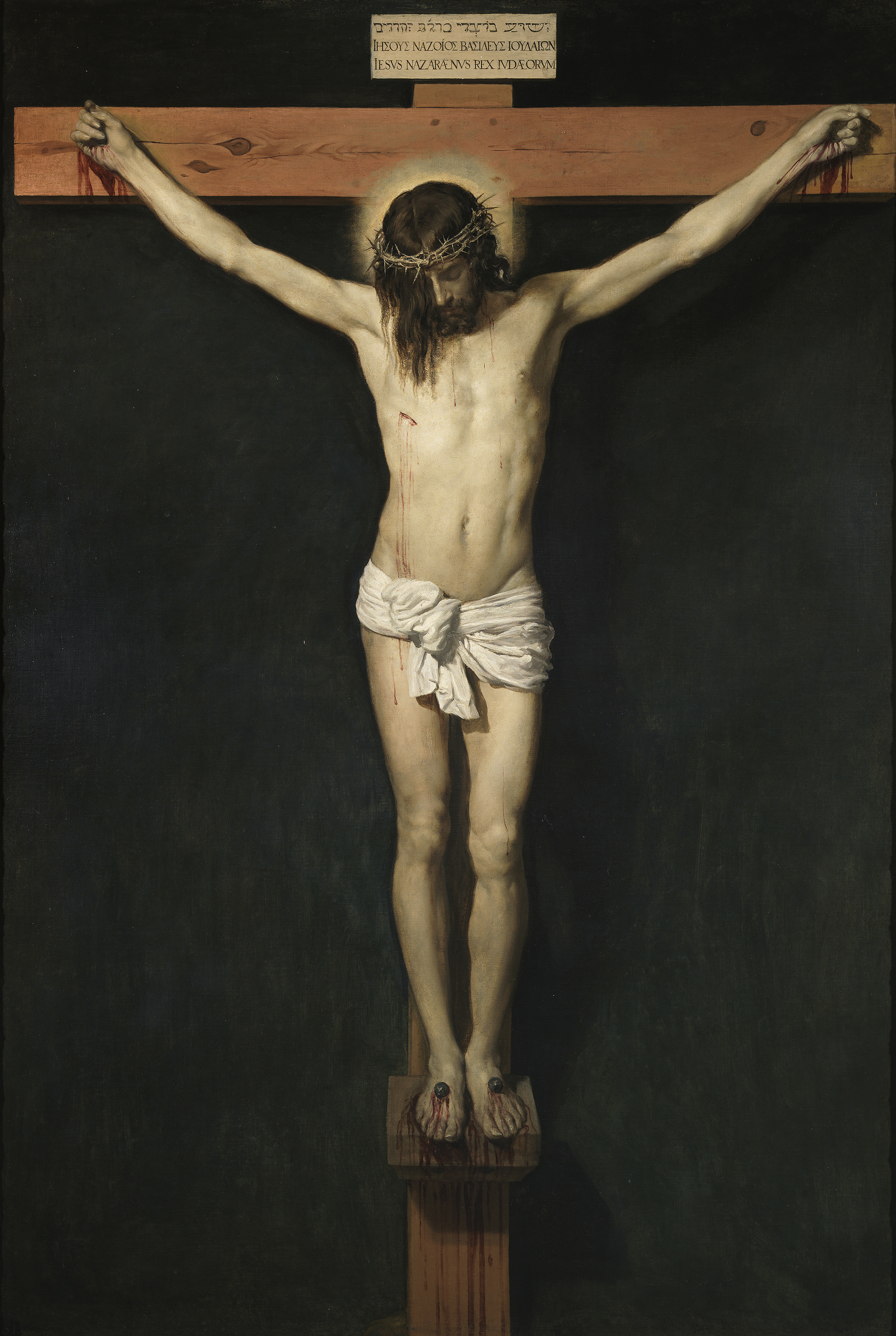
Cristo crucificado by Diego Velázquez, 1632, showing a Baroque return to realism and emotion in the depiction
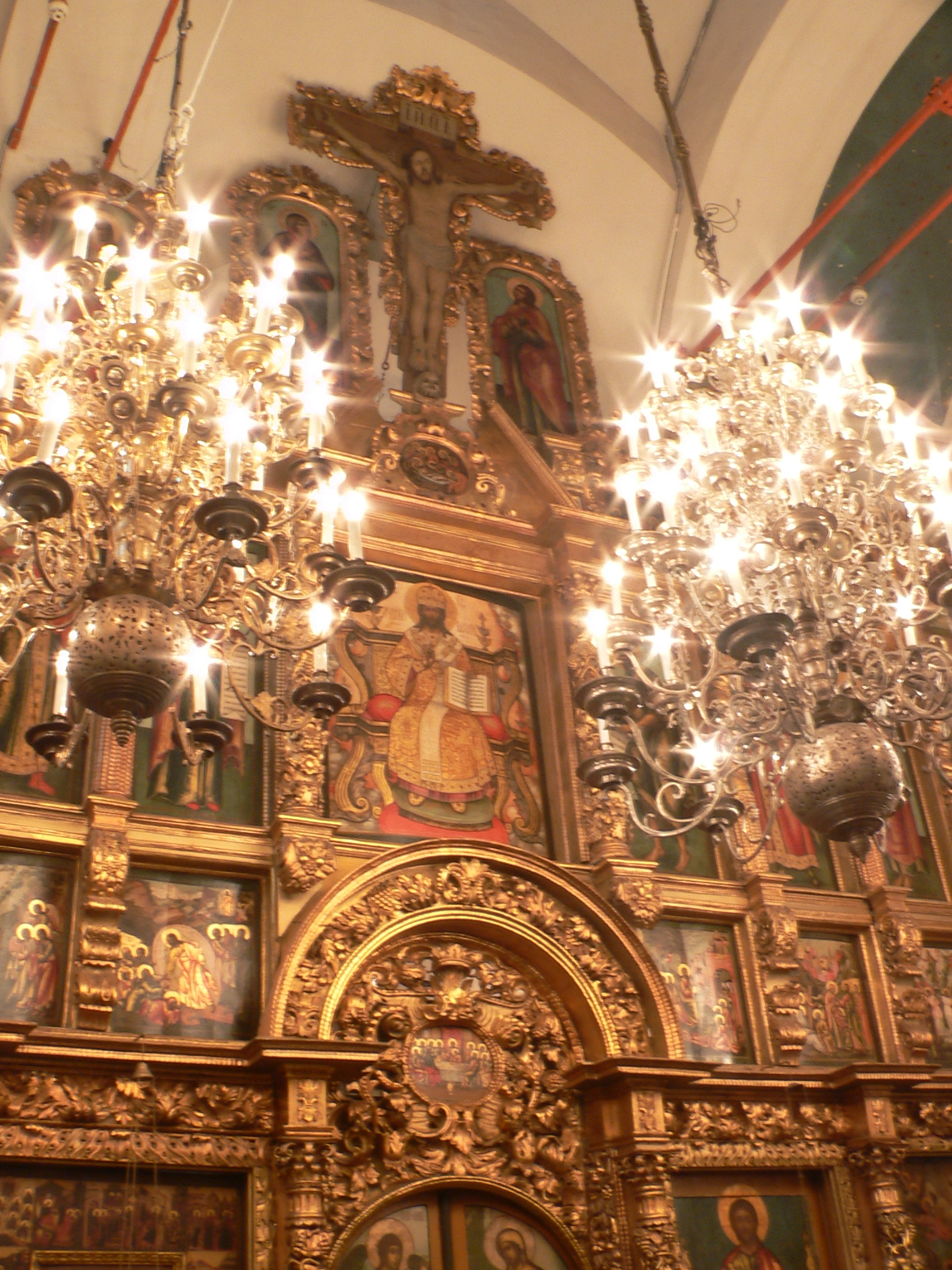
Crucifix on top of the iconostasis of Russian Orthodox Church of the Twelve Apostles in Moscow
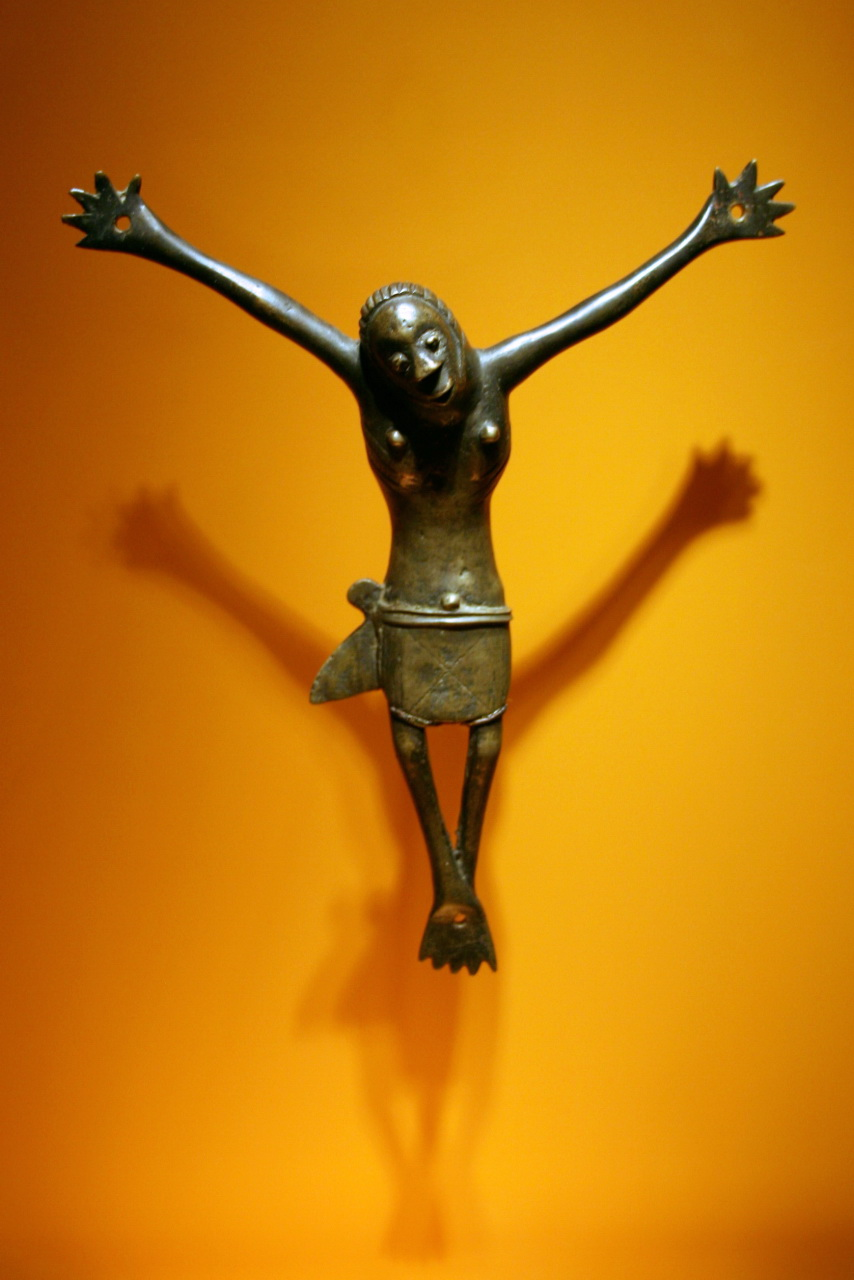
Seventeenth-century copper alloy crucifix, Democratic Republic of the Congo
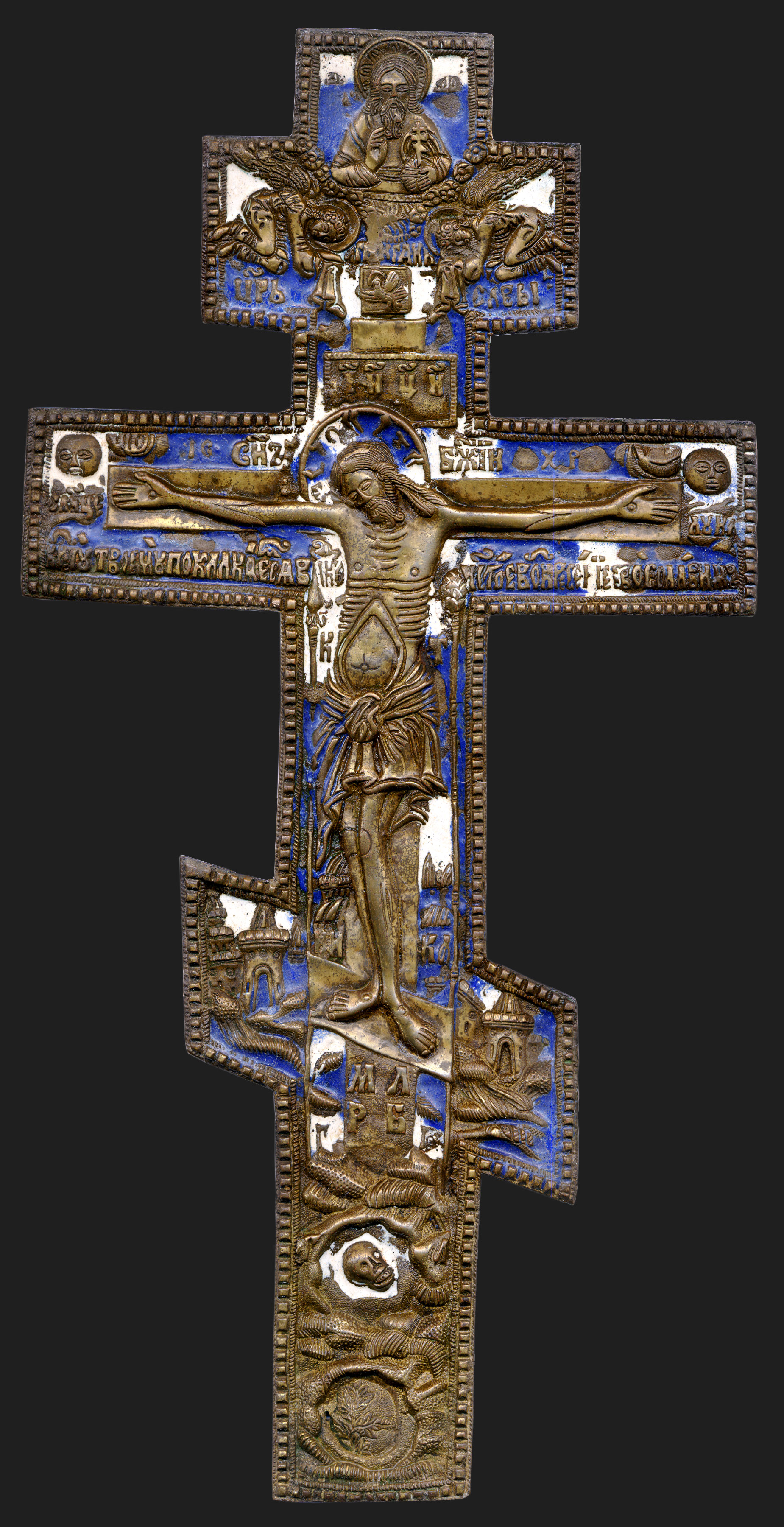
18th-century Russian Orthodox brass crucifix
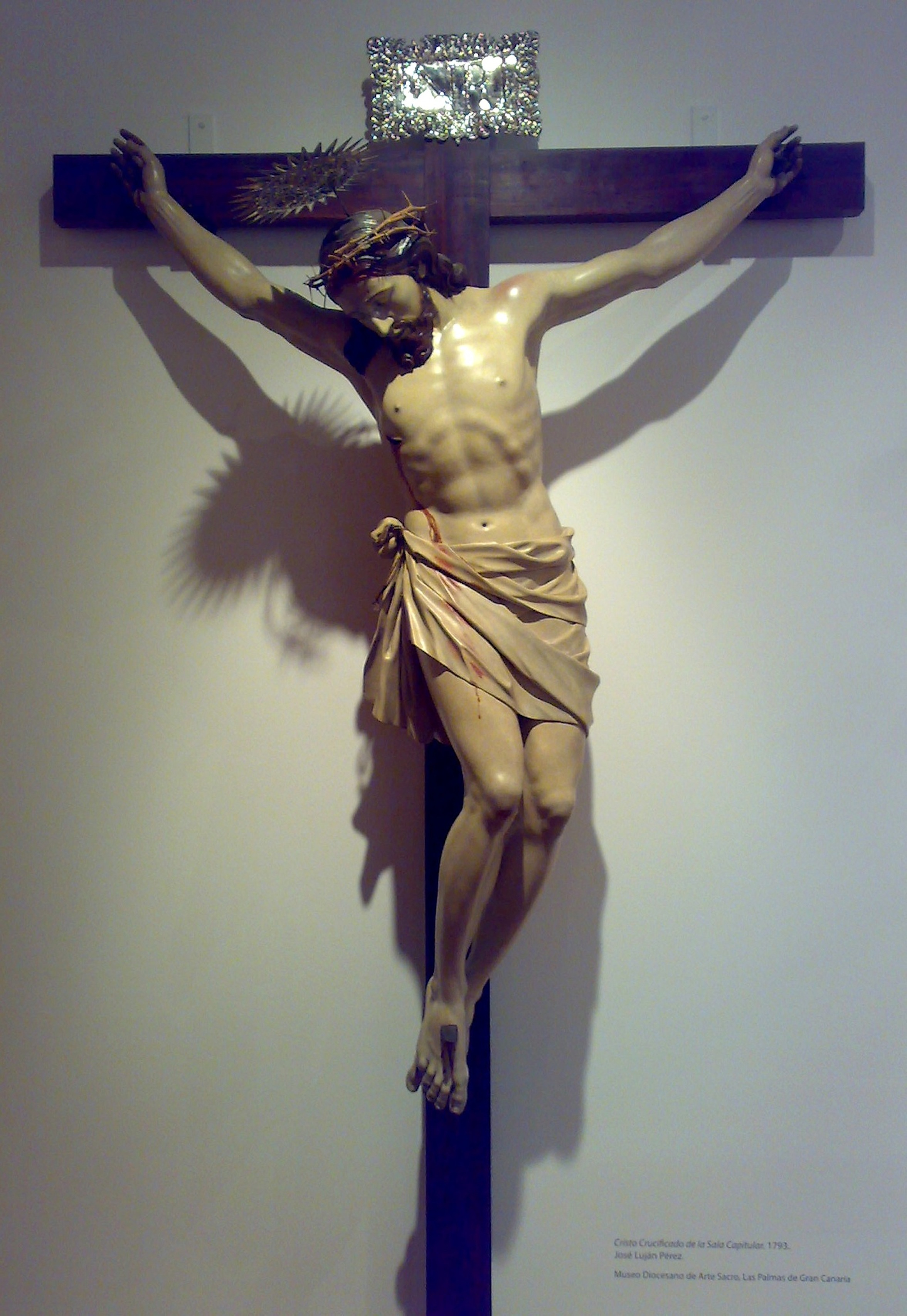
Crucified by José Luján Pérez, 1793, Cathedral of Santa Ana, Las Palmas de Gran Canaria
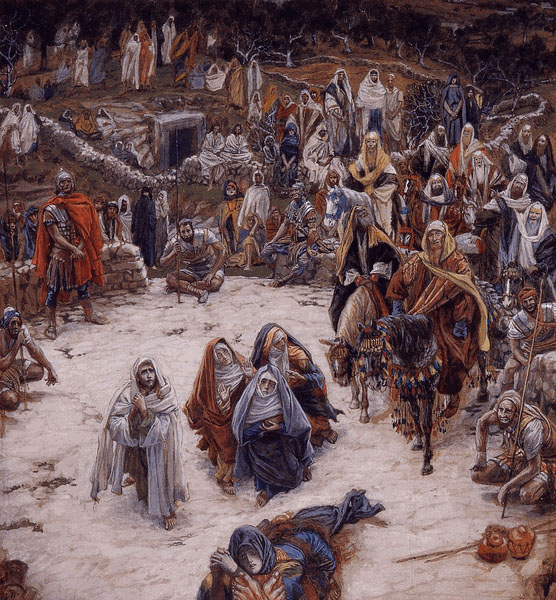
Crucifixion, seen from the Cross by the French painter James Tissot,  1886–1894, shows the view from the perspective of the crucified, and is regarded as an early example of the transition to modern art.
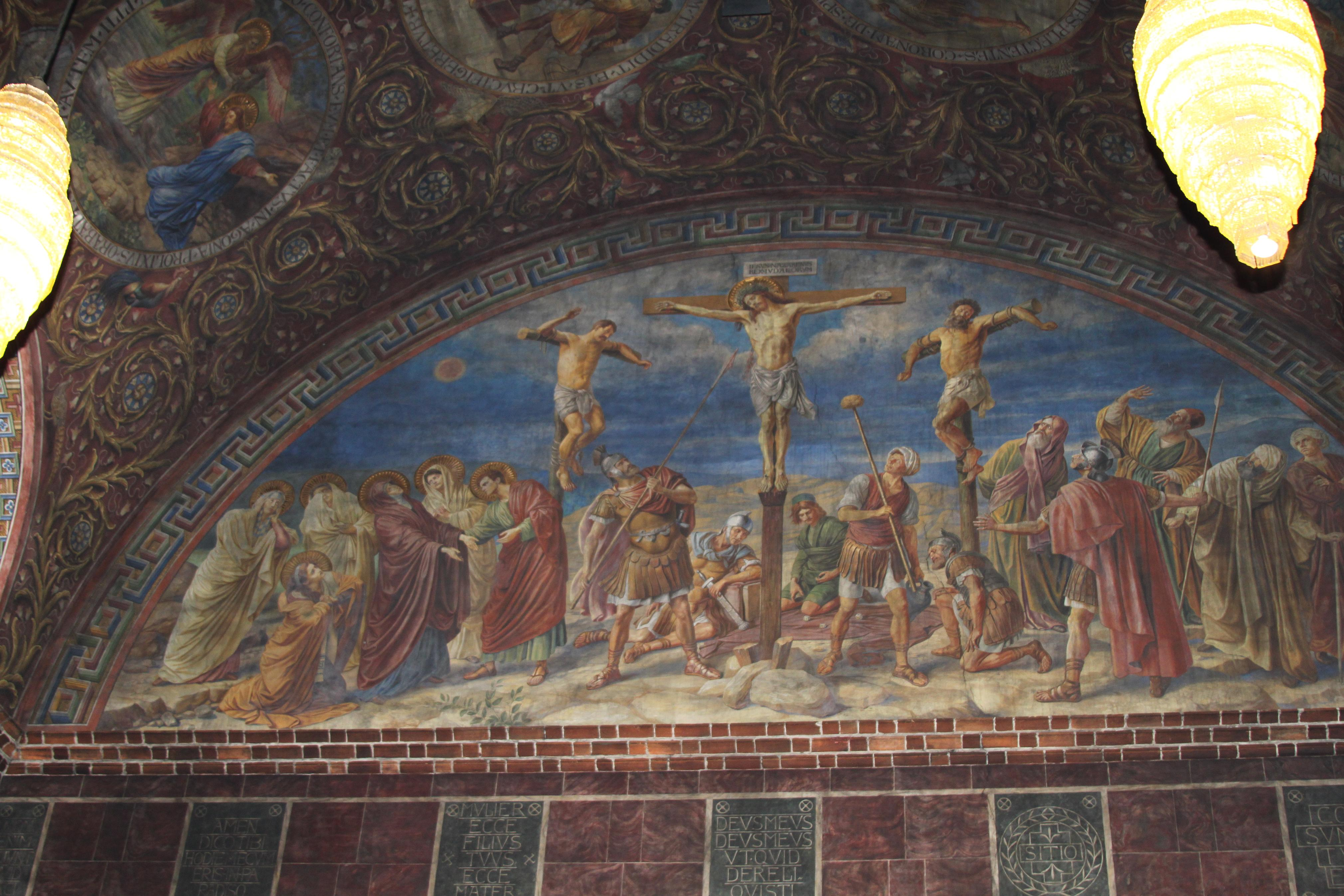
Mural of the Crucifixion in the Rosary Basilica (Berlin), 1906
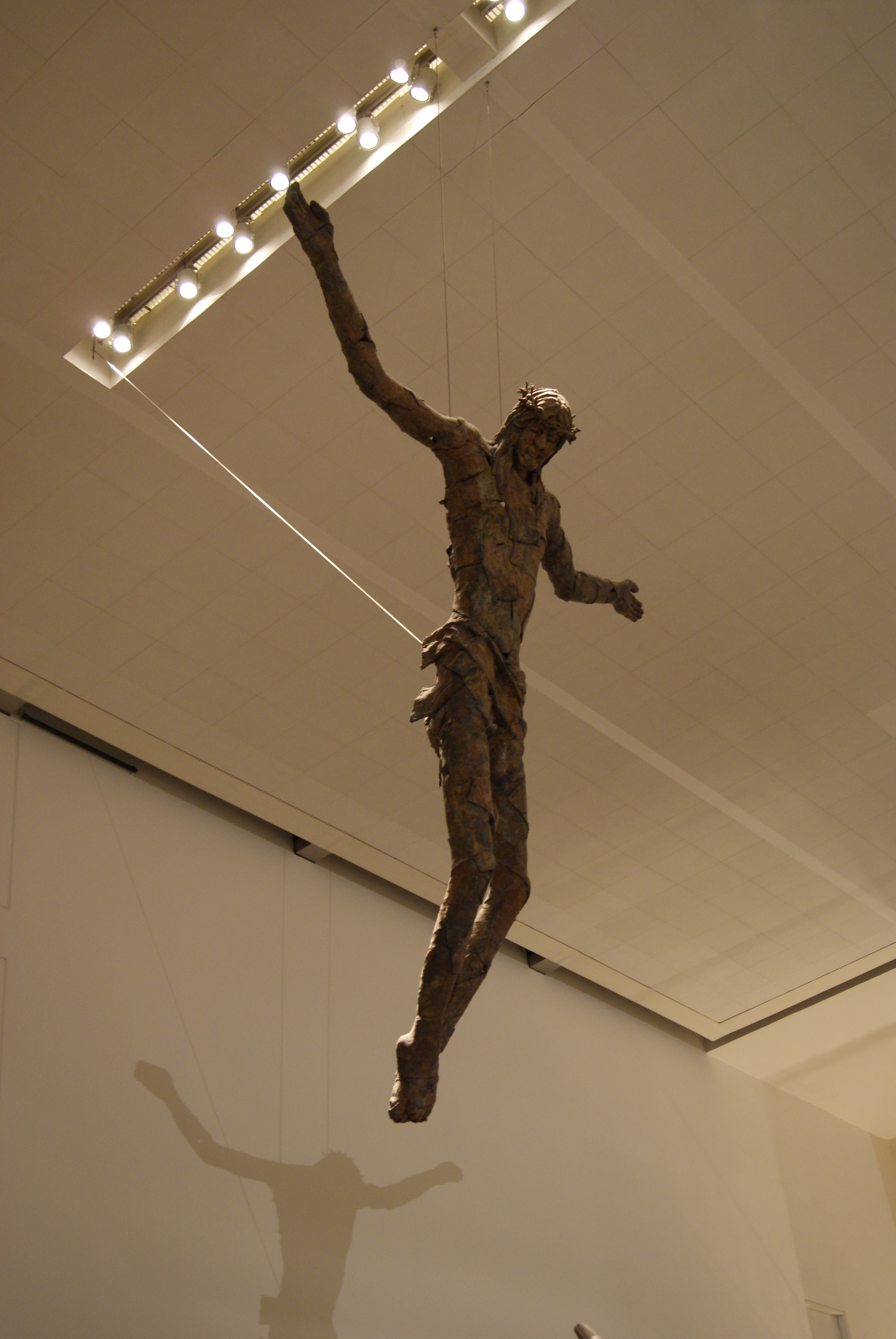
Crucifix at the Church of St Mary of the Angels, Singapore, 2004
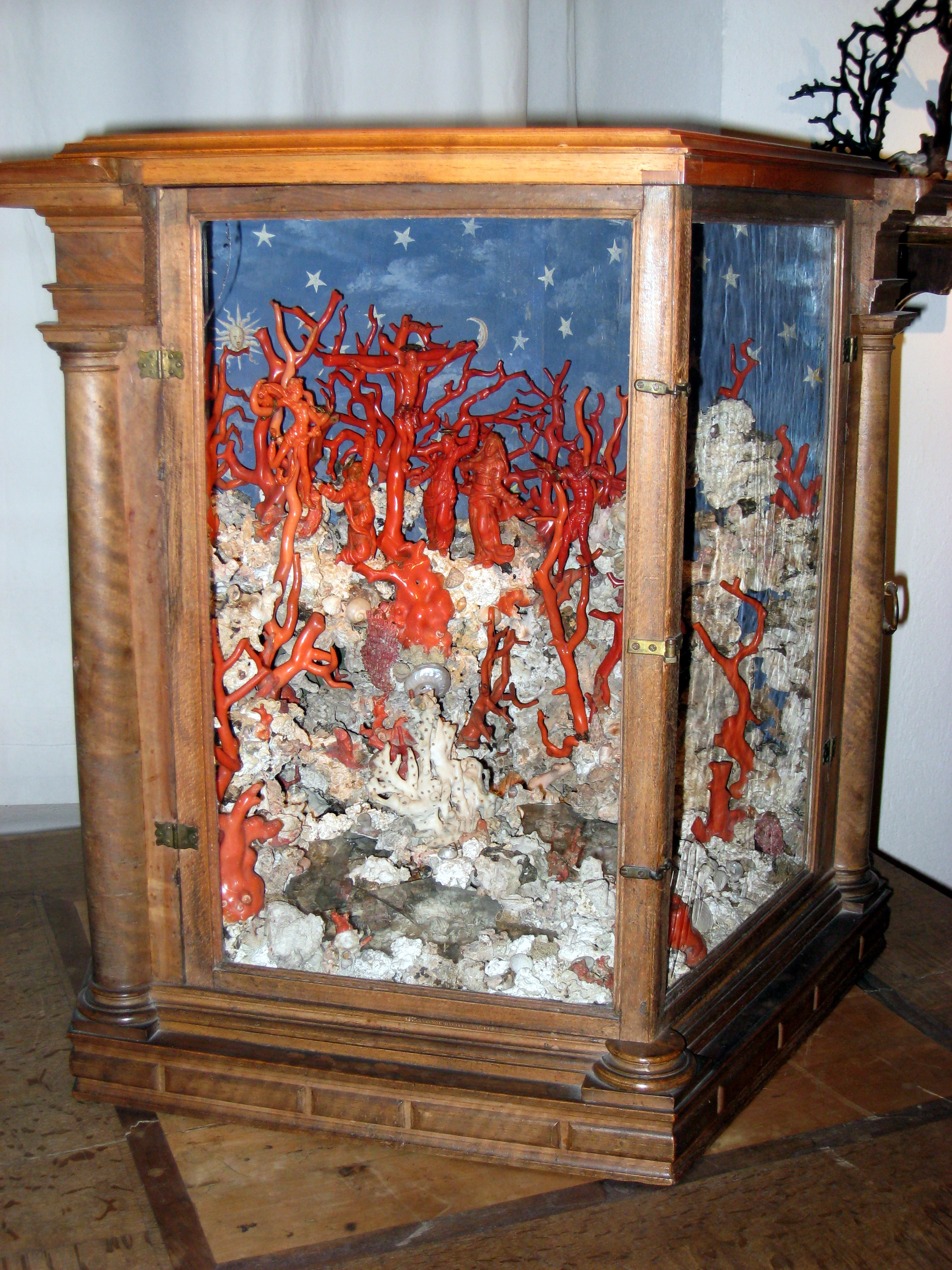
Crucifixes fashioned out of coral, Ambras Castle, Innsbruck, Austria, date uncertain
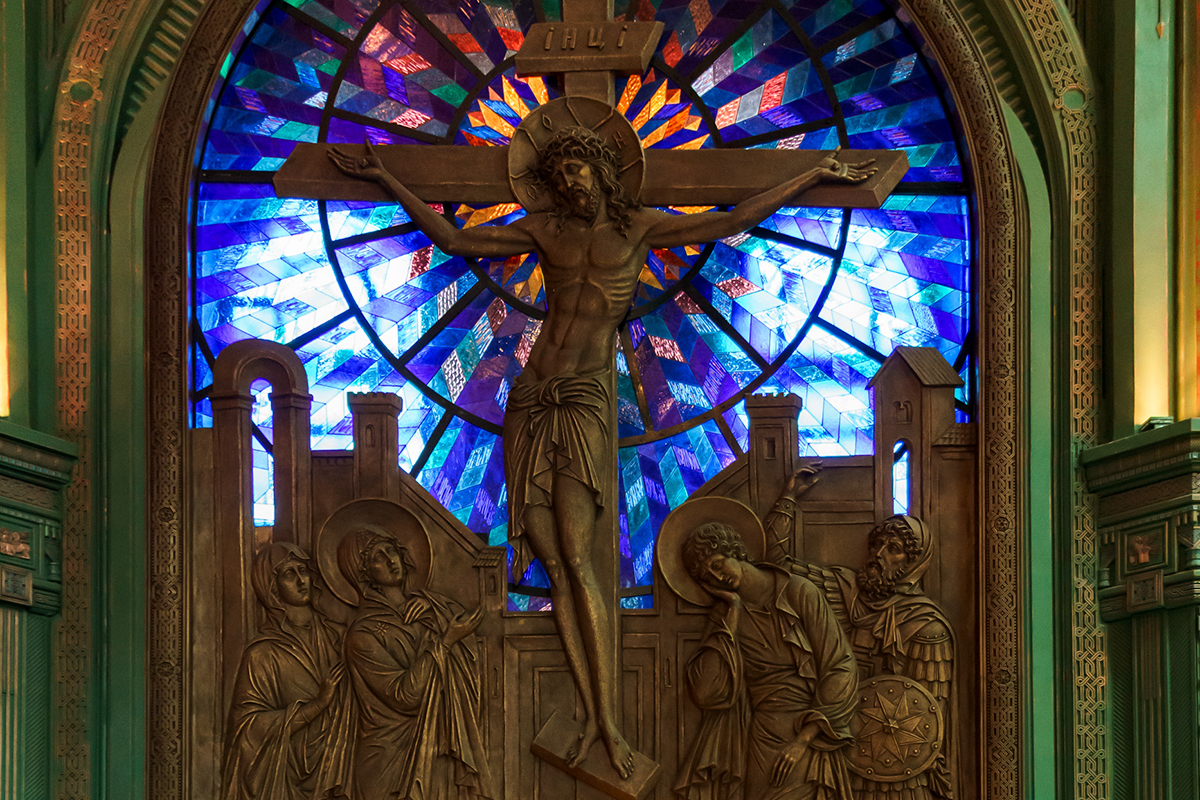
Crucifix at the Main Cathedral of the Russian Armed Forces, late 2010s

## Arte Moderna
A crucificação tem aparecido repetidamente como um tema em muitas formas de arte moderna.
O surrealista Salvador Dalí pintou a Crucificação (Corpus Hypercubus), representando a cruz como um hipercubo.
Fiona Macdonald descreve a pintura de 1954 como mostrando uma pose clássica de Cristo sobreposta a uma representação matemática da quarta dimensão que é ao mesmo tempo invisível e espiritual; Gary Bolyer avalia-a como "uma das mais belas obras da era moderna". Gary Bolyer avalia-a como "uma das mais belas obras da era moderna".
A escultura Construção (Crucificação): Homenagem a Mondrian, de Barbara Hepworth, que fica no terreno da Catedral de Winchester. A crucificação abstrata de Porfirio DiDonna é uma das várias obras religiosas que pintou na década de 1960, "misturando a devoção do artista à liturgia e seu compromisso com a pintura". A "Janela Galesa", dada à Igreja Batista da 16th Street, em Alabama, depois de ter sido bombardeada por quatro membros da Ku Klux Klan em 1963, é uma obra de apoio e solidariedade. O vitral retrata um homem negro, braços estendidos, lembrando a crucificação de Jesus; foi esculpido por John Petts, que também iniciou uma campanha no País de Gales para arrecadar dinheiro para ajudar a reconstruir a igreja.

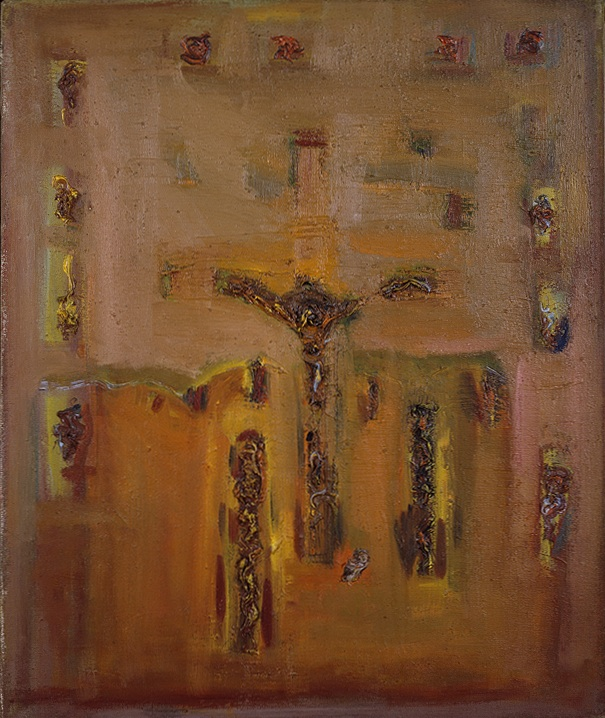
Crucifixion by Porfirio DiDonna, 1964, oil on linen, 24 x 20 inches
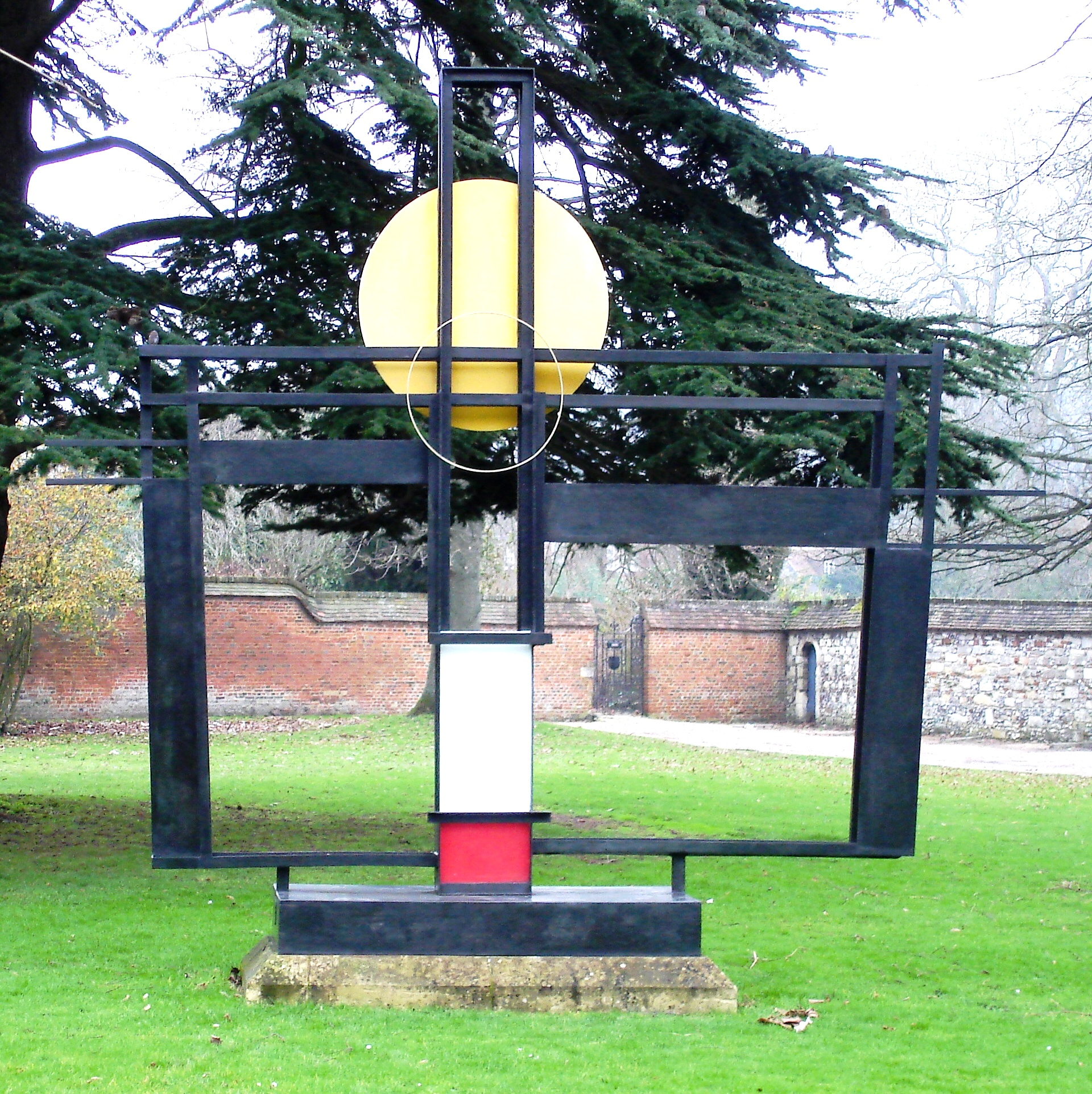
Construction (Crucifixion): Homage to Mondrian, 1966, by Barbara Hepworth
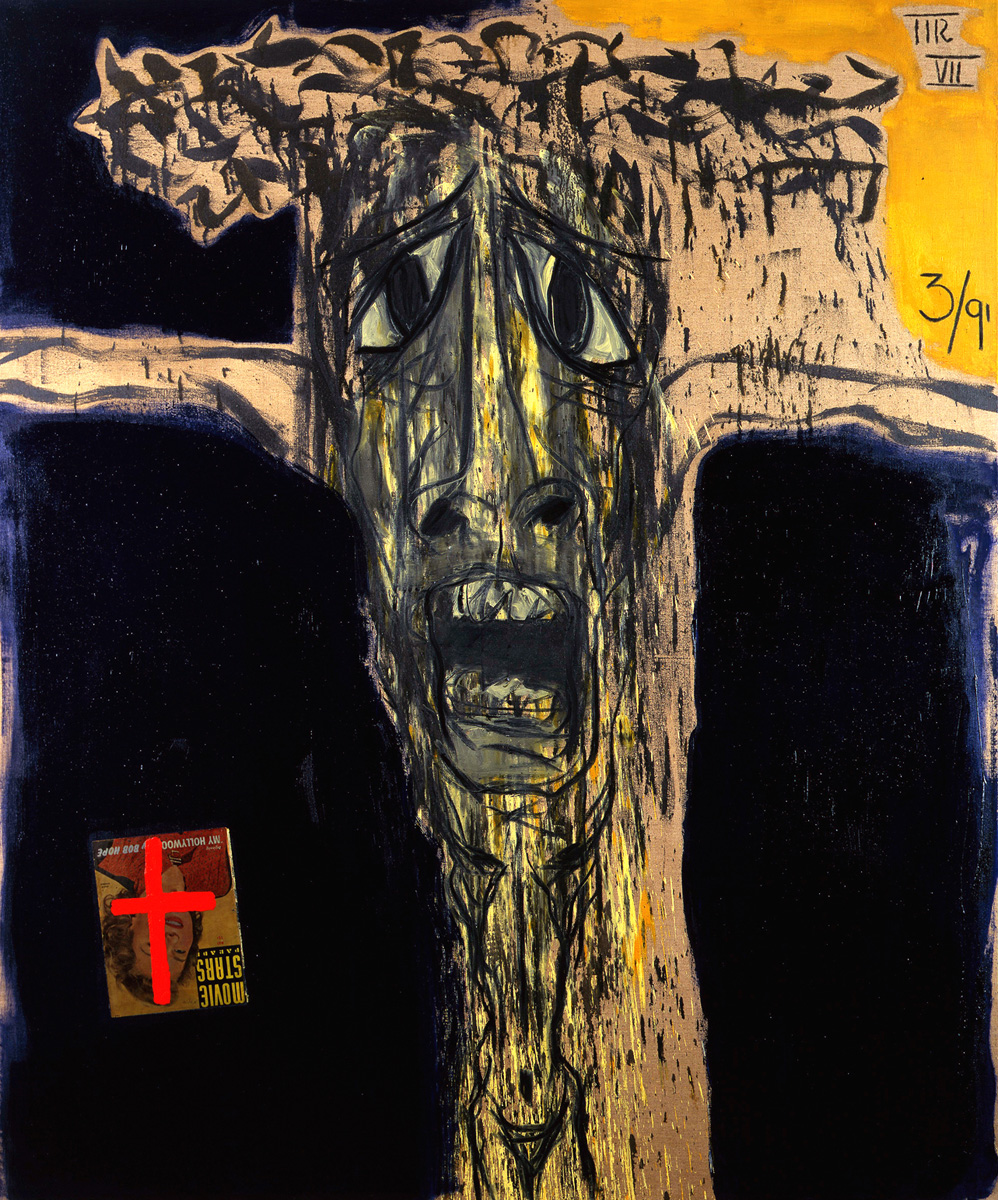
Marcus Reichert, Crucifixion VII (1991), oil and charcoal on linen with newsprint collage, 74" x 62"
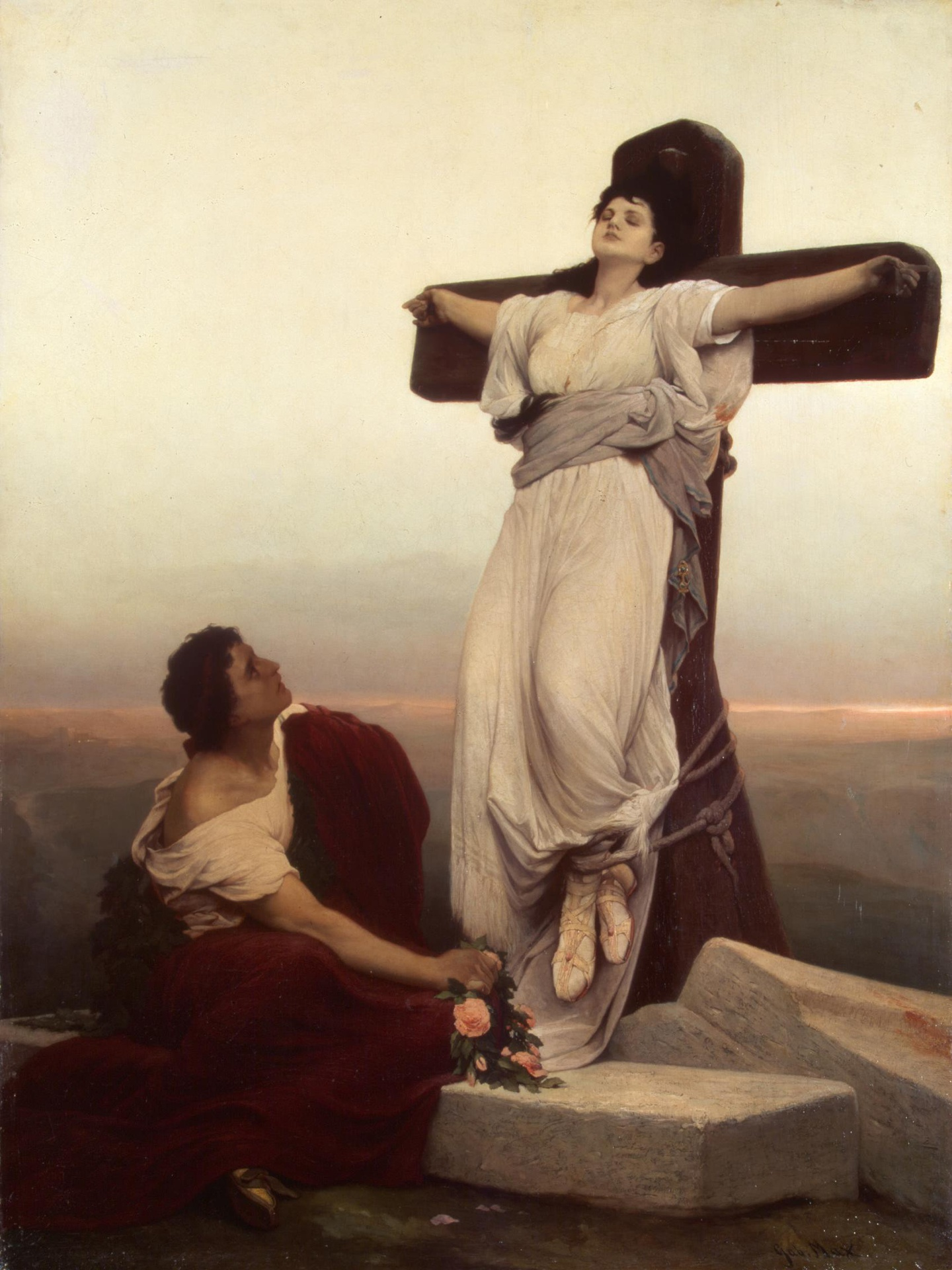
Gabriel von Max's 1866 painting Martyress depicts a crucified young woman and a young man laying flowers at her feet – a scene not corresponding to any of the female martyrs attested in formal Christian hagiography
Crucifixo de Luz[36] de Filippo Biagioli. Igreja de Santo Stefano, Serravalle Pistoiese, Itália.